# سان بيدرو (تكساس)
سان بيدرو (بالإنجليزية: San Pedro CDP, Texas)‏ هي منطقة سكنية تقع بولاية تكساس في الولايات المتحدة. تبلغ مساحتها 3.1 كم2، وترتفع عن سطح البحر 14 م، بلغ عدد سكانها 530 نسمة في عام 2010 حسب إحصاء مكتب تعداد الولايات المتحدة وتصل الكثافة السكانية فيها 171 نسمة لكل كيلومتر مربع (442.9/ميل2).

## التركيبة السكانية
حدّد مكتب تعداد الولايات المتحدة بيانات التركيبة السكانية لسان بيدرو في تعداد الولايات المتحدة. في ما يلي، التركيبة السكانية حسب تعدادي 2000 و2010.

### تعداد عام 2000
بلغ عدد سكان سان بيدرو 668 نسمة بحسب تعداد عام 2000، وبلغ عدد الأسر 179 أسرة وعدد العائلات 149 عائلة مقيمة في المنطقة السكنية. في حين سجلت الكثافة السكانية 215.5 نسمة لكل كيلومتر مربع (558.1/ميل2). وبلغ عدد الوحدات السكنية 191 وحدة بمتوسط كثافة قدره 61.6 لكل كيلومتر مربع (159.5/ميل2).
وتوزع التركيب العرقي للمنطقة السكنية بنسبة 59.58% من البيض و0.15% من الأمريكيين الأفارقة و40.27% من الأعراق الأخرى و96.56% من الهسبانيون أو اللاتينيون من أي عرق.
بلغ عدد الأسر 179 أسرة كانت نسبة 55.9% منها لديها أطفال تحت سن الثامنة عشر تعيش معهم، وبلغت نسبة الأزواج القاطنين مع بعضهم البعض 66.5% من أصل المجموع الكلي للأسر، ونسبة 10.6% من الأسر كان لديها معيلات من الإناث دون وجود شريك، بينما كانت نسبة 6.1% من الأسر لديها معيلون من الذكور دون وجود شريكة وكانت نسبة 16.8% من غير العائلات. تألفت نسبة 12.8% من أصل جميع الأسر من عدة أفراد يعيشون في نفس المنزل ونسبة 7.8% كانت تتألف من شخص يعيش بمفرده يبلغ من العمر 65 عاماً أو أكثر. وبلغ متوسط حجم الأسرة المعيشية 3.73، أما متوسط حجم العائلات فبلغ 4.09.
بلغ العمر الوسطي للسكان 30.4 عاماً. وكانت نسبة 33.2% من القاطنين تحت سن الثامنة عشر، وكانت نسبة 7.9% بين الثامنة عشر والرابعة والعشرين عاماً، ونسبة 28.1% كانت واقعةً في الفئة العمرية ما بين الخامسة والعشرين والرابعة والأربعين عاماً، ونسبة 21.6% كانت ما بين الخامسة والأربعين والرابعة والستين، ونسبة 9.1% كانت ضمن فئة الخامسة والستين عاماً فما فوق. يوجد لكل 100 أنثى 93.1 ذكر، ويوجد لكل 100 أنثى في الثامنة عشر من عمرها فما فوق 82.8 ذكر.
بلغ متوسط دخل الأسرة في المنطقة السكنية 29,531 دولارًا، أما متوسط دخل العائلة فبلغ 35,192 دولارًا. وكان متوسط دخل الذكور 16,711 دولارًا مقابل 12,188 دولارًا للإناث. وسجل دخل الفرد الخاص بالمنطقة السكنية 7,287 دولارًا. وكانت نسبة 27.3% من العائلات ونسبة 27.9% من السكان تحت خط الفقر، وكان من هؤلاء نسبة 25.6% تحت سن الثامنة عشر ونسبة 29% في الخامسة والستين من العمر وما فوق.

### تعداد عام 2010
بلغ عدد سكان سان بيدرو 530 نسمة بحسب تعداد عام 2010، وبلغ عدد الأسر 134 أسرة وعدد العائلات 117 عائلة مقيمة في المنطقة السكنية. في حين سجلت الكثافة السكانية 171 نسمة لكل كيلومتر مربع (442.9/ميل2). وبلغ عدد الوحدات السكنية 154 وحدة بمتوسط كثافة قدره 49.7 لكل كيلومتر مربع (128.7/ميل2).
وتوزع التركيب العرقي للمنطقة السكنية بنسبة 92.64% من البيض و0.38% من الأمريكيين الأفارقة و0.19% من الأمريكيين الأصليين و0.19% من الأمريكيين ذوي الأصول الآسيوية و4.72% من الأعراق الأخرى و1.89% من عرقين مختلطين أو أكثر و98.11% من الهسبانيون أو اللاتينيون من أي عرق.
بلغ عدد الأسر 134 أسرة كانت نسبة 53% منها لديها أطفال تحت سن الثامنة عشر تعيش معهم، وبلغت نسبة الأزواج القاطنين مع بعضهم البعض 58.2% من أصل المجموع الكلي للأسر، ونسبة 21.6% من الأسر كان لديها معيلات من الإناث دون وجود شريك، بينما كانت نسبة 7.5% من الأسر لديها معيلون من الذكور دون وجود شريكة وكانت نسبة 12.7% من غير العائلات. تألفت نسبة 11.9% من أصل جميع الأسر من عدة أفراد يعيشون في نفس المنزل ونسبة 8.2% كانت تتألف من شخص يعيش بمفرده يبلغ من العمر 65 عاماً أو أكثر. وبلغ متوسط حجم الأسرة المعيشية 3.96، أما متوسط حجم العائلات فبلغ 4.32.
بلغ العمر الوسطي للسكان 34.8 عاماً. وكانت نسبة 28.5% من القاطنين تحت سن الثامنة عشر، وكانت نسبة 9.6% بين الثامنة عشر والرابعة والعشرين عاماً، ونسبة 27% كانت واقعةً في الفئة العمرية ما بين الخامسة والعشرين والرابعة والأربعين عاماً، ونسبة 21.3% كانت ما بين الخامسة والأربعين والرابعة والستين، ونسبة 13.6% كانت ضمن فئة الخامسة والستين عاماً فما فوق. وتوزع التركيب الجنسي للسكان بنسبة 51.9% ذكور و48.1% إناث.